# Jean-Baptiste Paquet
Pour les articles homonymes, voir Paquet.
Pas d'image ? Cliquez ici

a Compétitions nationales et continentales officielles uniquement.

b Matchs officiels uniquement.
Jean-Baptiste Paquet, né le 11 juin 1981 à Dijon (Côte-d'Or), est un joueur français de rugby à XV évoluant au poste de demi d'ouverture.

## Biographie
Jean-Baptiste Paquet naît le 11 juin 1981 à Dijon dans le département de la Côte-d'Or en France,. Durant sa jeunesse, il joue au tennis puis essaye le judo mais préfère finalement les sports collectifs et pratique le rugby à XV.
En 2002, il fait son arrivée à l'AS Montferrand en provenance du Stade dijonnais. De 2002 à 2004, il joue seulement trois matchs avec l'équipe première de l'AS Montferrand et évolue surtout avec les espoirs au centre de formation du club,. En 2004, il est champion de France Reichel.
En 2004, il rejoint le RC Chalon puis retourne cinq ans plus tard au Stade dijonnais. Il arrête de jouer en 2013.
À partir de 2014, il devient préparateur physique au centre de formation du Stade rochelais. Par la suite, il est le responsable de la performance au sein de l'encadrement professionnel du Stade rochelais.

## Palmarès
- International -21 ans : participation au Championnat du monde 2002 en Afrique du Sud.